# Tripping the Live Fantastic
Tripping the Live Fantastic es el primer álbum en directo oficial de la carrera en solitario del músico británico Paul McCartney, publicado por Parlophone en 1990.
El álbum, publicado en triple disco de vinilo, doble casete y doble disco compacto, es la primera publicación de material en directo desde el álbum de Wings Wings Over America, publicado en 1976, y recoge la primera gira mundial de McCartney desde la gira Wings Over The World Tour de 1975/76.
Tripping the Live Fantastic alcanzó el puesto 16 en la lista de discos más vendidos de Gran Bretaña y el 26 en la lista estadounidense Billboard. De forma simultánea se publicó una versión abreviada y titulada Tripping the Live Fantastic: Highlights!.

## Historia
Como documento de la gira The Paul McCartney World Tour, Tripping The Live Fantastic resume la carrera musical de McCartney con canciones de sus dos anteriores grupos, The Beatles y Wings, y de su carrera en solitario, hasta su último álbum de estudio, Flowers in the Dirt. Entre algunas canciones se incluyen pruebas de sonido como «Inner City Madness» y versiones de clásicos como la canción de Carl Perkins «Matchbox». El título alude al verso «Tripping the light fantastic», en relación con un acompañamiento musical o de danza, tomado del poema L'Allegro de John Milton.
A pesar de revertir los créditos «Lennon/McCartney» en el álbum Wings Over America, McCartney no modificó los créditos de las canciones de The Beatles en Tripping the Live Fantastic. En el álbum de 2003 Back in the World volvió a cambiar los créditos anteponiendo su apellido al de Lennon.
El álbum fue acompañado del sencillo «Birthday». La versión en directo, grabada en Knebworth el 30 de junio de 1990, fue publicada para conmemorar el que hubiese sido el 50.º cumpleaños de John Lennon.

### Tripping the Live Fantastic: Highlights!
Tripping the Live Fantastic: Highlights! es una versión abreviada del triple álbum homónimo. Con la exclusión de las pruebas de sonido y la presencia de un menor número de éxitos, el álbum es notable por la inclusión exclusiva de la canción «All My Trials», no presente ni en el álbum triple Tripping the Live Fantastic ni en la versión estadounidense del álbum, donde fue reemplazada por «Put It There».
Aunque no entró en la lista de discos de Reino Unido, Tripping the Live Fantastic: Highlights! entró en el puesto 141 de la lista estadounidense Billboard 200, y debido a su menor precio, alcanzó mejores ventas que su versión triple y fue certificado como disco de platino por la RIAA. 

### Get Back
La gira The Paul McCartney World Tour fue filmada y publicada en forma de documental bajo el título Get Back. La película fue dirigida por Richard Lester y Aubrey Powell, y publicada en VHS un año después.
Otra película grabada durante la gira fue Paul McCartney: Coming Home, producida por Disney Channel y con un  concierto de Paul en su ciudad natal, Liverpool. El concierto incluye las canciones «Strawberry Fields Forever», «Give Peace a Chance» y «Help!» como tributo a John Lennon, que fue incluido como cara B del sencillo «All My Trials».

## Lista de canciones
Todas las canciones escritas y compuestas por Paul McCartney excepto donde se anota. 
| Disco uno |                                         |                                                                                              |          |  |
| N.º       | Título                                  | Escritor(es)                                                                                 | Duración |  |
| 1.        | «Showtime»                              |                                                                                              | 0:38     |  |
| 2.        | «Figure of Eight»                       |                                                                                              | 5:32     |  |
| 3.        | «Jet»                                   |                                                                                              | 4:02     |  |
| 4.        | «Rough Ride»                            |                                                                                              | 4:48     |  |
| 5.        | «Got to Get You into My Life»           | John Lennon, Paul McCartney                                                                  | 3:21     |  |
| 6.        | «Band on the Run»                       |                                                                                              | 5:09     |  |
| 7.        | «Birthday»                              | John Lennon, Paul McCartney                                                                  | 2:43     |  |
| 8.        | «Ebony and Ivory»                       |                                                                                              | 4:00     |  |
| 9.        | «We Got Married»                        |                                                                                              | 6:38     |  |
| 10.       | «Inner City Madness» (Prueba de sonido) | Paul McCartney, Linda McCartney, Hamish Stuart, Robbie McIntosh, Paul Wickens, Chris Whitten | 1:22     |  |
| 11.       | «Maybe I'm Amazed»                      |                                                                                              | 4:41     |  |
| 12.       | «The Long and Winding Road»             | John Lennon, Paul McCartney                                                                  | 4:18     |  |
| 13.       | «Crackin' Up»                           | Ellas McDaniel                                                                               | 0:49     |  |
| 14.       | «The Fool on the Hill»                  | John Lennon, Paul McCartney                                                                  | 5:01     |  |
| 15.       | «Sgt. Pepper's Lonely Hearts Club Band» | John Lennon, Paul McCartney                                                                  | 6:23     |  |
| 16.       | «Can't Buy Me Love»                     | John Lennon, Paul McCartney                                                                  | 2:14     |  |
| 17.       | «Matchbox»                              | Carl Perkins                                                                                 | 3:09     |  |
| 18.       | «Put It There»                          |                                                                                              | 2:43     |  |
| 19.       | «Together» (Prueba de sonido)           | Paul McCartney, Linda McCartney, Hamish Stuart, Robbie McIntosh, Paul Wickens, Chris Whitten | 2:17     |  |

| Disco dos |                                             |                                          |          |  |
| N.º       | Título                                      | Escritor(es)                             | Duración |  |
| 1.        | «Things We Said Today»                      | John Lennon, Paul McCartney              | 5:01     |  |
| 2.        | «Eleanor Rigby»                             | John Lennon, Paul McCartney              | 2:36     |  |
| 3.        | «This One»                                  |                                          | 4:28     |  |
| 4.        | «My Brave Face»                             | Paul McCartney, Declan MacManus          | 3:09     |  |
| 5.        | «Back in the USSR»                          | John Lennon, Paul McCartney              | 3:15     |  |
| 6.        | «I Saw Her Standing There»                  | John Lennon, Paul McCartney              | 3:25     |  |
| 7.        | «Twenty Flight Rock»                        | Eddie Cochran, Ned Fairchild             | 3:09     |  |
| 8.        | «Coming Up»                                 |                                          | 5:18     |  |
| 9.        | «Sally»                                     | Will E. Haines, Harry Leon, Leo Towers   | 2:03     |  |
| 10.       | «Let It Be»                                 | John Lennon, Paul McCartney              | 3:53     |  |
| 11.       | «Ain't That a Shame»                        | Fats Domino, Dave Bartholomew            | 2:40     |  |
| 12.       | «Live and Let Die»                          |                                          | 3:11     |  |
| 13.       | «If I Were Not Upon the Stage»              | Thomas Sutton, Bill Turner, Stan Bowsher | 0:36     |  |
| 14.       | «Hey Jude»                                  | John Lennon, Paul McCartney              | 8:03     |  |
| 15.       | «Yesterday»                                 | John Lennon, Paul McCartney              | 2:06     |  |
| 16.       | «Get Back»                                  | John Lennon, Paul McCartney              | 4:11     |  |
| 17.       | «Golden Slumbers/Carry That Weight/The End» | John Lennon, Paul McCartney              | 6:41     |  |
| 18.       | «Don't Let the Sun Catch You Crying»        | Joe Greene                               | 4:31     |  |

| Tripping the Live Fantastic: Highlights! |                                                                              |                                 |          |  |
| N.º                                      | Título                                                                       | Escritor(es)                    | Duración |  |
| 1.                                       | «Got to Get You into My Life»                                                | John Lennon, Paul McCartney     | 3:15     |  |
| 2.                                       | «Birthday»                                                                   | John Lennon, Paul McCartney     | 2:43     |  |
| 3.                                       | «We Got Married»                                                             |                                 | 7:09     |  |
| 4.                                       | «The Long and Winding Road»                                                  | John Lennon, Paul McCartney     | 3:48     |  |
| 5.                                       | «Sgt. Pepper's Lonely Hearts Club Band»                                      |                                 | 6:21     |  |
| 6.                                       | «Can't Buy Me Love»                                                          |                                 | 2:14     |  |
| 7.                                       | «All My Trials» (Sustituida por «Put It There» en la edición estadounidense) |                                 | 3:14     |  |
| 8.                                       | «Things We Said Today»                                                       | John Lennon, Paul McCartney     | 5:01     |  |
| 9.                                       | «Eleanor Rigby»                                                              |                                 | 2:36     |  |
| 10.                                      | «My Brave Face»                                                              | Paul McCartney, Declan MacManus | 3:09     |  |
| 11.                                      | «Back in the U.S.S.R.»                                                       | John Lennon, Paul McCartney     | 3:15     |  |
| 12.                                      | «I Saw Her Standing There»                                                   | John Lennon, Paul McCartney     | 3:25     |  |
| 13.                                      | «Coming Up»                                                                  |                                 | 5:18     |  |
| 14.                                      | «Let It Be»                                                                  | John Lennon, Paul McCartney     | 3:53     |  |
| 15.                                      | «Hey Jude»                                                                   | John Lennon, Paul McCartney     | 8:03     |  |
| 16.                                      | «Get Back»                                                                   | John Lennon, Paul McCartney     | 4:11     |  |
| 17.                                      | «Golden Slumbers/Carry That Weight/The End»                                  | John Lennon, Paul McCartney     | 6:41     |  |

| Tripping the Live Fantastic: II (Bootleg) |                                         |                                 |          |  |
| N.º                                       | Título                                  | Escritor(es)                    | Duración |  |
| 1.                                        | «Figure of Eight»                       |                                 | 6:19     |  |
| 2.                                        | «Jet»                                   |                                 | 4:39     |  |
| 3.                                        | «Got to Get You into My Life»           | John Lennon, Paul McCartney     | 3:06     |  |
| 4.                                        | «Rough Ride»                            |                                 | 5:08     |  |
| 5.                                        | «Band on the Run»                       |                                 | 5:42     |  |
| 6.                                        | «Birthday»                              | John Lennon, Paul McCartney     | 3:24     |  |
| 7.                                        | «We Got Married»                        |                                 | 6:49     |  |
| 8.                                        | «Let 'Em In»                            |                                 | 5:35     |  |
| 9.                                        | «The Long and Winding Road»             | John Lennon, Paul McCartney     | 4:11     |  |
| 10.                                       | «The Fool on the Hill»                  | John Lennon, Paul McCartney     | 5:31     |  |
| 11.                                       | «Sgt. Pepper's Lonely Hearts Club Band» | John Lennon, Paul McCartney     | 6:20     |  |
| 12.                                       | «Good Day Sunshine»                     | John Lennon, Paul McCartney     | 3:16     |  |
| 13.                                       | «Can't Buy Me Love»                     | John Lennon, Paul McCartney     | 2:55     |  |
| 14.                                       | «Put It There»                          |                                 | 2:57     |  |
| 15.                                       | «Things We Said Today»                  | John Lennon, Paul McCartney     | 5:01     |  |
| 16.                                       | «Eleanor Rigby»                         | John Lennon, Paul McCartney     | 2:36     |  |
| 17.                                       | «This One»                              |                                 | 4:28     |  |
| 18.                                       | «My Brave Face»                         | Paul McCartney, Declan MacManus | 3:09     |  |
| 19.                                       | «Back in the USSR»                      | John Lennon, Paul McCartney     | 3:15     |  |

| Disco dos |                                                       |                              |          |  |
| N.º       | Título                                                | Escritor(es)                 | Duración |  |
| 1.        | «I Saw Her Standing There»                            | John Lennon, Paul McCartney  | 3:56     |  |
| 2.        | «Twenty Flight Rock»                                  | Eddie Cochran, Ned Fairchild | 4:16     |  |
| 3.        | «Coming Up»                                           |                              | 7:13     |  |
| 4.        | «Let It Be»                                           | John Lennon, Paul McCartney  | 5:24     |  |
| 5.        | «Strawberry Fields Forever/Help!/Give Peace a Chance» | John Lennon, Paul McCartney  | 4:33     |  |
| 6.        | «Live and Let Die»                                    |                              | 4:48     |  |
| 7.        | «The Hustle»                                          |                              | 0:46     |  |
| 8.        | «Hey Jude»                                            | John Lennon, Paul McCartney  | 8:45     |  |
| 9.        | «Yesterday»                                           | John Lennon, Paul McCartney  | 2:33     |  |
| 10.       | «Happy Birthday»                                      |                              | 1:20     |  |
| 11.       | «Get Back»                                            | John Lennon, Paul McCartney  | 4:31     |  |
| 12.       | «Golden Slumbers/Carry That Weight/The End»           | John Lennon, Paul McCartney  | 6:41     |  |

## Personal
- Paul McCartney: bajo, piano, guitarra y voz
- Linda McCartney: teclados y coros
- Hamish Stuart: guitarra, bajo y coros
- Robbie McIntosh: guitarra
- Paul "Wix" Wickens: teclados
- Chris Whitten: batería y percusión

## Posición en listas
| País           | Lista                 | Posición |
| -------------- | --------------------- | -------- |
| Canadá         | Canadian Albums Chart | 33       |
| España         | Spanish Albums Chart  | 8        |
| Estados Unidos | Billboard 200         | 17       |
| Japón          | Oricon LP Chart       | 12       |
| Italia         | Italian Albums Chart  | 2        |
| Reino Unido    | UK Albums Chart       | 26       |

| País           | Lista                    | Posición |
| -------------- | ------------------------ | -------- |
| Alemania       | Media Control Chart      | 28       |
| Estados Unidos | Billboard 200            | 141      |
| Noruega        | Norwegian Top 40 Albums  | 218      |
| Nueva Zelanda  | New Zealand Music Charts | 21       |
| Países Bajos   | Mega Albums Top 100      | 35       |
| Suecia         | Swedish Albums Chart     | 27       |
| Suiza          | Swiss Music Charts       | 27       |

## Certificaciones
| Fecha                   | País           | Organismo certificador | Certificación | Ventas certificadas |
| ----------------------- | -------------- | ---------------------- | ------------- | ------------------- |
| 30 de noviembre de 1990 | Reino Unido    | BPI                    | Oro           | 100 000             |
| 31 de diciembre de 1990 | España         | Promusicae             | Oro           | 100 000             |
| 12 de agosto de 1991    | Estados Unidos | RIAA                   | Platino       | 1 000 000           |